# Aldo Barberito
Aldo Barberito (Roma, 7 maggio 1925 – Roma, 12 gennaio 1985) è stato un attore e doppiatore italiano.

## Biografia
Ha interpretato, tra gli anni sessanta e settanta, film soprattutto di genere poliziottesco come Sette orchidee macchiate di rosso di Umberto Lenzi (1971), Il caso Mattei di Francesco Rosi (1972, nel ruolo del giornalista Mauro De Mauro dove venne doppiato da Mariano Rigillo), L'onorata famiglia - Uccidere è cosa nostra di Tonino Ricci (1973), Roma a mano armata di Umberto Lenzi (1976), Italia a mano armata di Marino Girolami (1976) e La banda del trucido di Stelvio Massi (1977).
Tra gli attori a cui ha prestato la voce Jack Albertson, Eric Sykes, Charles Coburn, Walter Huston, Kotaro Tomita, Jun Tazaki, Mauro Vestri, Vic Morrow, Karl Malden, Claude Akins, Anthony Quayle e Takanobu Toya.
In televisione ha fatto parte del cast di molti dei più importanti sceneggiati televisivi degli anni '60: da Una tragedia americana, del 1962, diretto da Anton Giulio Majano, a La freccia nera, del 1968.
Attivo anche nel mondo dei cartoni animati, ha doppiato, tra gli altri, Dick Dastardly in Wacky Races e Dastardly e Muttley e le macchine volanti, Fred Flintstone in Gli antenati, Alvar di Flake in Vickie il vichingo, Frank in Carletto il principe dei mostri, Hydargos in UFO Robot Goldrake, Lord Angoras e Lord Drayato in Grande Mazinga ed è stato anche direttore del doppiaggio di Sampei, è stato anche la voce del ministro Hikima in Jeeg Robot d'acciaio e di zio Kevin in Georgie, inoltre è stato la voce di Hansuke in L'invincibile Ninja Kamui. Muore a Roma nel 1985 e viene sepolto al cimitero del Verano.

## Filmografia parziale

### Cinema
- Teseo contro il minotauro, regia di Silvio Amadio (1960)
- Ursus nella valle dei leoni, regia di Carlo Ludovico Bragaglia (1961)
- C'è Sartana... vendi la pistola e comprati la bara!, regia di Giuliano Carnimeo (1970)
- Testa t'ammazzo, croce... sei morto - Mi chiamano Alleluja, regia di Giuliano Carnimeo (1971)
- Armiamoci e partite!, regia di Nando Cicero (1971)
- Gli fumavano le Colt... lo chiamavano Camposanto, regia di Giuliano Carnimeo (1971)
- La lunga ombra del lupo, regia di Gianni Manera (1971)
- Sette orchidee macchiate di rosso, regia di Umberto Lenzi (1971)
- Uomo avvisato mezzo ammazzato... parola di Spirito Santo, regia di Giuliano Carnimeo (1971)
- Prega il morto e ammazza il vivo, regia di Giuseppe Vari (1971)
- Il West ti va stretto, amico... è arrivato Alleluja, regia di Giuliano Carnimeo (1972)
- Il caso Mattei, regia di Francesco Rosi (1972)
- Anna, quel particolare piacere, regia di Giuliano Carnimeo (1973)
- L'onorata famiglia - Uccidere è cosa nostra, regia di Tonino Ricci (1973)
- Extra, regia di Daniele D'Anza (1976)
- Italia a mano armata, regia di Franco Martinelli (1976)
- Roma a mano armata, regia di Umberto Lenzi (1976)
- La banda del trucido, regia di Stelvio Massi (1977)
- Concorde Affaire '79, regia di Ruggero Deodato (1979)
- Così per gioco, regia di Leonardo Cortese (1979)
- Delitto in piazza, regia di Nanni Fabbri (1980)

### Televisione
- Murat, regia di Silverio Blasi – miniserie TV (1975)
- Le inchieste del Commissario Maigret - Episodio: La vecchia signora di Bayeux``, regia di Mario Landi (1966)

## Doppiaggio

### Film
- Eolo Capritti in Il lupo e l'agnello
- Mauro Vestri e Piero Del Papa in L'insegnante al mare con tutta la classe
- Carlo Hintermann in Ridendo e scherzando
- Fulvio Mingozzi in Il cinico, l'infame, il violento
- Giuliano Sestili in Squadra antiscippo e Squadra antifurto
- Mario Donatone e Francesco Anniballi in Squadra antitruffa
- Antonio Cifariello in Racconti romani
- Franco Ressel in Scherzi da prete
- Enzo Liberti in Taxi Girl
- Paul Crauchet in Il testimone
- Dolph Sweet in Il paradiso può attendere
- Keenan Wynn in Piraña
- John Frawley in L'ultima onda
- Paul Marin in Hardcore
- Fritz Ford in La maledizione di Damien
- Peter Finch in I leoni della guerra
- Clint Young in Harry e Tonto
- Robert Flemyng Il tocco della medusa
- Ben Masinga in Io sto con gli ippopotami
- Eric Sykes in Oscar insanguinato
- Jean Dasté in L'uomo che amava le donne
- Francisco Rabal in Faccia di spia
- Paul Larson in Sindrome cinese
- Sam Malkin in Videodrome

### Televisione
- Vic Morrow in Radici
- J. Pat O'Malley in Tre cuori in affitto

### Cartoni animati
- Generale Angoras (1ª voce), Generale Lord Drayato (1ª voce), Ministro Argos (1ª e 3ª voce) e Generale Gyrgler "Bardallah" (ep. 1) nel Grande Mazinga[2]
- Fred Flinstone (4ª voce) negli Antenati
- Halvar (1ª voce) in Vicky il vichingo
- Agente Dibble in Top Cat
- Dick Darstardly in Wacky Races
- Maggiordomo di Lowell / zio Kevin in Georgie
- Frankie in Carletto il principe dei mostri
- Geppetto nelle Nuove avventure di Pinocchio
- Professor Godu in Ginguiser
- Rep in Sam il ragazzo del west
- Maphisto e Gatestu in Falco il superbolide
- Hydargos in Ufo robot Goldrake
- Ikima in Jeeg Robot d'acciaio
- Ghibi in Mechander Robot
- Mahara, Grande stregone in Ryu il ragazzo delle caverne

## Doppiatori italiani
- Giorgio Piazza in Prega il morto e ammazza il vivo
- Mariano Rigillo ne Il caso Mattei